# 层台镇
层台镇，是中华人民共和国贵州省毕节市七星关区下辖的一个乡镇级行政单位。

## 行政区划
层台镇下辖以下地区：
层台村、向阳村、官厢村、光辉村、红岩村、青春村、东沟村、玉龙村、斯栗村、牛场村、付家沟村、幸福村和五里桥村。